# Consort Tang (Dynastie Han)
 (décembre 2023).
Si vous disposez d'ouvrages ou d'articles de référence ou si vous connaissez des sites web de qualité traitant du thème abordé ici, merci de compléter l'article en donnant les références utiles à sa vérifiabilité et en les liant à la section « Notes et références ».
La Consort Tang (唐姬) est une consort de Han Shaodi, le 13e et avant-dernier empereur de la dynastie chinoise des Han Orientaux.

## Vie
La Consort Tang est née dans la Commanderie de Yingchuan (潁 川 郡), ce qui correspond actuellement à la région autour de la ville de Xuchang, Henan. Son père, Tang Mao (唐 瑁), a servi comme administrateur (太守) de la Commanderie de Kuaiji] sous le règne de l'empereur Han Lingdi (r.168-189). Elle devient une consort de Liu Bian,le fils aîné et futur successeur de l'empereur Lingdi, a une date inconnue.
Après la mort de l'empereur Lingdi le 13 mai 189, Liu Bian devient le nouvel empereur le 15 mai, sous le nom de Han Shaodi. Son règne, aussi court qu'agité, est marqué par une sanglante lutte de pouvoir au sein de la Cour, entre la faction des eunuques et leurs opposant. Finalement, il est déposé par le seigneur de guerre Dong Zhuo le 28 septembre de la même année et remplacé par son demi-frère cadet Liu Xie, qui devient l'empereur Han Xiandi. L'empereur déchu est rétrogradé au rang de prince de Hongnong (弘農 王) et est placé en résidence surveillée avec le reste de sa famille.
Quelques mois plus tard, au printemps 190, une coalition de seigneurs de la guerre entament une Campagne contre Dong Zhuo, officiellement pour libérer le gouvernement central des Han de son contrôle. Dong Zhuo craint que les chefs de la coalition utilisent Liu Bian comme un symbole pour renforcer leur légitimité, et le 6 mars 190, il ordonne à son subordonné Li Ru d'assassiner le prince de Hongnong.
Réalisant qu'il ne peut pas échapper à la mort, Liu Bian écrit un poème avant de faire face à son destin :

« 天道易兮我何艱！ Le Ciel et la Terre changent, combien je souffre !
棄萬乘兮退守藩。 Moi, autrefois le centre de toutes les attentions, enfermé dans une simple hutte.
逆臣見迫兮命不延，Opprimé par un sujet perfide, ma vie approche de sa fin ;
逝將去汝兮適幽玄！ Je te quitte maintenant et je pars pour un voyage éternel ! »

Liu Bian a ensuite donné l'ordre à la Consort Tang de danser. Elle a chanté :

« 皇天崩兮后土穨， Le ciel doit être déchiré, la Terre doit s'effondrer;
身為帝兮命夭摧。 Moi, en tant que concubine de l'empereur, je m'affligerais si je ne le suivais pas.
死生路異兮從此乖， Nous sommes arrivés à la séparation des chemins, le rapide et le mort ne marchent pas ensemble;
柰我煢獨兮心中哀！  Hélas, je reste seule avec le chagrin dans mon cœur! »

Liu Bian dit alors à la Consort Tang : « Vous étiez jadis consort d'un empereur, alors j'espère que vous ne deviendrez pas la femme d'un petit fonctionnaire ou d'un roturier. Ainsi, vous garderez votre dignité ». Ensuite, il se suicide en buvant du poison. Après la mort de Liu Bian, la Consort Tang retourne chez elle, dans la Commanderie de Yingchuan. Par la suite, son père Tang Mao cherche à la convaincre de se remarier, mais elle refuse systématiquement.
Quelques années plus tard, au début de la décennie 190, elle est capturée lorsque les seigneurs de guerre Li Jue et Guo Si envoient leurs troupes piller les terres situées à l'est du col d'Hangu, soit là où se situe Yingchuan. Après ce raid, Li Jue veut faire de la Consort Tang sa concubine, mais elle refuse sans jamais lui révéler qu'elle était autrefois la concubine d'un empereur. Jia Xu, un conseiller de Li Jue, découvre la vérité et en informe l'Empereur Xiandi. Ce dernier a pitié d'elle et la convoque sur la tombe de Liu Bian, où il l'honore en lui décernant le titre de "Princesse Consort d'Hongnong" (弘農 王妃).

## Voir également
- Fin de la dynastie Han
- Dix Eunuques
- Campagne contre Dong Zhuo